# 森川昭
森川 昭（もりかわ あきら、1932年8月29日 - ）は、近世日本文学研究者、東京大学文学部教授を経て、同大名誉教授。
神奈川県生まれ。東京大学大学院博士課程中退。1957年戸山高等学校講師、1961年成蹊高等学校教諭、1965年愛知県立大学助教授、1970年成蹊大学助教授を経て、1976年東京大学国文科助教授、教授、1993年定年退官し名誉教授。同年より帝京大学文学部教授。2003年定年退職。俳諧が専門。

## 著書
- 『江戸貞門俳諧の研究』成蹊高等学校, 1963
- 『東海道五十三次ハンドブック』三省堂 1997
- 『俳諧とその周辺』翰林書房 2002
- 『春夏秋冬』翰林書房 2005
- 『下里知足の文事の研究　第一部（日記篇）』和泉書院、2013
- 『下里知足の文事の研究　第二部　論文篇、第三部　年表編』和泉書院、2015

### 校注・編纂
- 松尾芭蕉『おくのほそ道』村田直行共編訳 創英社, 1981
- 『谷木因全集』和泉書院, 1982
- 『発句帳』古典文庫 1984
- 『新日本古典文学大系 69 初期俳諧集』加藤定彦,乾裕幸共編 岩波書店, 1991
- 『論集近世文学 俳諧史の新しき地平』勉誠社, 1992
- 『近世文学論輯』和泉書院, 1993